# Louise Langgaard
Louise Langgaard, född 9 januari 1883 i London, död 4 november 1974 i Loheland, Fulda i Hessen, var en tysk konstnär, gymnastikteoretiker och medgrundare av Lohelandgymnastiken.

## Biografi
Louise Langgaard föddes i London som enda barn till köpmannen Theodor Langgaard, med rötter i Danmark. Hon gick i skola i Stuttgart, 1889 i en skola för konst och hantverk i Dresden och fick 1891 examen som teckningslärare. Eftersom kvinnor då inte antogs på konsthögskolor, fick hon sina färdigheter på privata konstskolor i Stuttgart och Dresden vid sekelskiftet, exempelvis Georg Lührings privata konstskola i Dresden. Hon var då säker på sin bana som konstnär.
Hon försörjde sig vintertid som måleri- och teckningslärare, guldsmed, keramiker och konsthantverkare i Dresden. Hon gjorde sommarutflykter till Ungern, Polen och Rumänien, där hon kom i kontakt med andra konstnärer. Hon hade tidigt en bred inriktning på motiv, men vände sig allt mer mot den nakna människokroppen. Hon började själv träna, särskilt gymnastik för ökad helhetssyn på sina konstnärliga undersökningar av människokroppen. Hon målade tills hon var 25 år gammal. Därefter skulle hon ägna sitt liv helt åt Loheland, med studier av människans kropp, anatomi och rörelse, och åt gymnastik och ett naturligt liv.
Hon hade träffat Hedwig von Rohden 1910 när de båda var elever i Berlin hos Hedwig Kallmeyer, som hade studerat den Delsarte-teknik som undervisades av amerikanskan Genevieve Stebbins. År 1912 utbildade hon sig ett halvår i Mensendieck-systemet som då startat kurser i Norge. Hon fick ett examensbevis, ”Funktionelles Frauenturnen”. Hon hade även tidigt kommit i kontakt med antroposofin och besökt Rudolf Steiners föreläsningar.
År 1912 grundade hon tillsammans med Hedwig von Rohden ”Seminar für Klassische Gymnastik – Lehrweise von Rohden-Langgaard” i Kassel, med antroposofisk inriktning. Syftet var att fördjupa förståelsen av människan, hennes gestalt och rörelse. De inspirerades också av Mensendiecks idéer, med endast kvinnliga elever, integrerande gymnastik och dans med en konst- och hantverksorienterad kultisk livsstil, och med daglig uppvisning av estetik, och den kroppskultur som var del av en moralisk skolning, men som även omfattade praktiskt arbete, odling, trädgårdsskötsel, jordbruk, kroppsarbete, keramik, vävning, matlagning, teckning, sång, hushållsarbete och nakenkultur. Det fanns ett tydligt motstånd mot konst som fönster mot världen eller dans för uppvisning. Det fanns en ”anti-art”. Gymnastiken, dansen, hantverket och konsten skulle vara livet i sig, ”dance-as-life cult”.
Platsen Lohelands historia inleddes 1919 med förvärvet av en stor egendom på Herzberg vid Rhön 10 km från Fulda. Den institution som grundades på denna plats som "Loheland", hade då under sju år funnits på olika platser under namnet "Seminarium för klassisk gymnastik". Med syftet att utbilda kvinnor till gymnastiklärare. Nu fick rörelsen en fast förankring på en plats.
Att upprätthålla verksamheten ledde efterhand till konflikter kring inriktningen. 
År 1937 lämnade Hedwig von Rohden Loheland och verkade därefter som eurytmi-lärare på olika platser och bosatte sig senare i Dornach. 
Louise Langgaard kunde genom inflytelserika beskyddare driva verksamheten vidare. Det blev ingen återförening mellan de två grundarna. Louise Langgaard avled 1974, och först 1977 kom Hedwig von Rohden på återbesök i Loheland. Fem år senare flyttade hon till platsen och bodde där till sin död 1987.